# Контролер (комп'ютерна техніка)
Контро́лер (англ. controller) — спеціалізований компонент системи, що призначений для керування зовнішніми пристроями комп'ютера: накопичувачами, відеосистемою та дисплеєм, принтерами тощо.

## Загальний опис
Часто синонімами слова контролер виступають терміни адаптер, плата, карта.
У термінології IBM контролер є «пристроєм, який декодує команду [канал] та активізує операцію пристрою».
Найпоширенішими прикладами контролерів є
- відеоконтролер
- мережева плата
- адаптери інтерфейсів, таких як ATA, SCSI, USB, FireWire, IrDA тощо.

У своїй еволюції контролери проходять шлях від
- простого перетворювача одного (зовнішнього) інтерфейсу у другий (внутрішній);
- потім збагачуються новими функціями, що прискорюють роботу, додають сумісності, забезпечують безпеку
- і зрештою, з розвитком інтеграції, раніше окремий контролер може стати частиною складнішого і інтегрованішого: функції такого контролера поглинає універсальніший компонент системи.

## У програмуванні
У програмуванні терміном контролер позначають компонент програми, який забезпечує взаємодію між іншими компонентами програми. Як приклад можна навести контролер, який забезпечує взаємодію між внутрішнім представленням даних і поданням даних в інтерфейсі користувача, а також один з компонентів шаблону модель-вид-контролер.